# Liste der Bodendenkmäler in Westendorf (Landkreis Augsburg)
Auf dieser Seite sind die Bodendenkmäler in der schwäbischen Gemeinde Westendorf zusammengestellt. Diese Tabelle ist eine Teilliste der Liste der Bodendenkmäler in Bayern. Grundlage ist die Bayerische Denkmalliste, die auf Basis des Bayerischen Denkmalschutzgesetzes vom 1. Oktober 1973 erstmals erstellt wurde und seither durch das Bayerische Landesamt für Denkmalpflege geführt wird. Die folgenden Angaben ersetzen nicht die rechtsverbindliche Auskunft der Denkmalschutzbehörde.

## Bodendenkmäler der Gemeinde Westendorf

### Bodendenkmäler in der Gemarkung Ellgau
| Lage              | Objekt                            | Akten-Nr.     | Bild |
| ----------------- | --------------------------------- | ------------- | ---- |
| Ellgau (Standort) | Siedlung des frühen Mittelalters. | D-7-7431-0264 |      |

### Bodendenkmäler in der Gemarkung Meitingen
| Lage                 | Objekt | Akten-Nr.     | Bild |
| -------------------- | --- | ------------- | ---- |
| Meitingen (Standort) | Siedlung vorgeschichtlicher Zeitstellung, Siedlung und Schlagplatz des Neolithikums, Straßentrasse vor- und frühgeschichtlicher Zeitstellung. | D-7-7431-0104 |      |
| Meitingen (Standort) | Körpergräber des Frühmittelalters. | D-7-7431-0106 |      |

### Bodendenkmäler in der Gemarkung Nordendorf
| Lage                  | Objekt                                                              | Akten-Nr.     | Bild |
| --------------------- | ------------------------------------------------------------------- | ------------- | ---- |
| Nordendorf (Standort) | Siedlung und Kreisgraben vor- und frühgeschichtlicher Zeitstellung. | D-7-7431-0203 |      |

### Bodendenkmäler in der Gemarkung Westendorf
| Lage                  | Objekt | Akten-Nr.     | Bild |
| --------------------- | --- | ------------- | ---- |
| Westendorf (Standort) | Straße der römischen Kaiserzeit (Via Claudia).                                                                 | D-7-7431-0039 |      |
| Westendorf (Standort) | Körpergräber des frühen Mittelalters.                                                                          | D-7-7431-0063 |      |
| Westendorf (Standort) | Siedlung vor- und frühgeschichtlicher Zeitstellung, Gräben der römischen Kaiserzeit.                           | D-7-7431-0064 |      |
| Westendorf (Standort) | Körpergräber der späten römischen Kaiserzeit.                                                                  | D-7-7431-0066 |      |
| Westendorf (Standort) | Siedlung des Neolithikums, der Bronzezeit und der römischen Kaiserzeit.                                        | D-7-7431-0151 |      |
| Westendorf (Standort) | Siedlung der römischen Kaiserzeit und des Frühmittelalters.                                                    | D-7-7431-0153 |      |
| Westendorf (Standort) | Siedlung des Neolithikums, der Bronzezeit und der römischen Kaiserzeit.                                        | D-7-7431-0196 |      |
| Westendorf (Standort) | Siedlungen des Neolithikums und der Bronzezeit.                                                                | D-7-7431-0197 |      |
| Westendorf (Standort) | Siedlung des Neolithikums und der Bronzezeit.                                                                  | D-7-7431-0198 |      |
| Westendorf (Standort) | Siedlung der römischen Kaiserzeit und des Mittelalters.                                                        | D-7-7431-0199 |      |
| Westendorf (Standort) | Siedlung vor- und frühgeschichtlicher Zeitstellung.                                                            | D-7-7431-0202 |      |
| Westendorf (Standort) | Mittelalterliche und frühneuzeitliche Befunde im Bereich der Katholischen Pfarrkirche St. Georg in Westendorf. | D-7-7431-0254 |      |
| Westendorf (Standort) | Siedlung der römischen Kaiserzeit.                                                                             | D-7-7431-0257 |      |
| Westendorf (Standort) | Siedlung des späten Mittelalters.                                                                              | D-7-7431-0265 |      |